# Уйське (Челябінська область)
Уйське — село, адміністративний центр Уйського району Челябінської області Росії. Розташоване за 186 км на північний захід від Челябінська (по автодорозі — 149 км), на річці Уй (притока Тоболу), за 30 км від залізничної станції Кураміно.
Населення — 7352 осіб

## Історія
Село відоме з 1742 року в зв'язку з будівництвом осавулом Бахметьєвим військового поселення — фортеці Уйська. Названо по річці Уй.
Уйська фортеця була заснована за згодою башкирського тархана Таймаса Шаїмова, власника землі на якій планувалося будівництво
В нагороду за це Шаїмов отримав шаблю, а башкири були звільнені від податкового обкладення.
Фортеця була побудована для забезпечення безпеки східних кордону Росії від набігів киргизів, а також щоб мати краще спостереження за діями башкир

## Населення
| 1959 | 1970  | 1979  | 1989  | 2002  | 2007  | 2010  |
| ---- | ----- | ----- | ----- | ----- | ----- | ----- |
| 3988 | ↗4804 | ↗6188 | ↗7146 | ↗7724 | →7724 | ↘7352 |

## Економіка
У Уйському — сироробний завод (в даний момент не функціонує), центральна садиба, інші підприємства. Основний дохід місцевого населення — це зайнятість в бюджетній сфері.

## Пам'ятки
У селі працює краєзнавчий музей, клуб. У центрі села знаходиться обеліск в пам'ять полеглих у другій світовій війні.

## Відомі люди
- У селі Уйське 2 січня 1947 народився Тихонов Олександр Іванович (спортсмен) — радянський біатлоніст, чотириразовий олімпійський чемпіон, одіннадцятикратний чемпіон світу, заслужений майстер спорту СРСР.